# Вільям Баумол
Вільям Джек Баумол (англ. William Jack Baumol, нар. 26 лютого 1922 в Нью-Йорку — пом. 4 травня 2017 там же) — американський економіст, професор економіки в Нью-Йоркському університеті, академічний директор Центру підприємництва та інновацій Берклі, почесний професор Принстонського університету. Автор понад вісімдесяти книг і кількасот статей.
Баумол багато писав про ринок праці та інші економічні фактори, що впливають на економіку. Він також зробив значний внесок у теорію підприємництва та історію економічної думки. Він входить до списку найбільш впливових економістів у світі, за версією IDEAS/RePEc. Його обрали членом Американської академії мистецтв і наук у 1971 році.
Баумол був номінантом Нобелівської премії з економіки у 2003.